# Bornen
Bornen ist ein Ortsteil von Kürten im Rheinisch-Bergischen Kreis. Es liegt an der Höhenstraße, die südlich von der im Sülztal verlaufenden Wipperfürther Straße verläuft.

## Geschichte
Der Hof Bornen wurde erstmals im Jahr 1505 als in den Boernen urkundlich erwähnt. Der Ortsnamen hat die Bedeutung Quelle, Brunnen.
Die Topographia Ducatus Montani des Erich Philipp Ploennies, Blatt Amt Steinbach, belegt, dass der Wohnplatz bereits 1715 zwei Hofstellen besaß, die als Bonnen beschriftet sind. Aus der Charte des Herzogthums Berg von 1789 des Carl Friedrich von Wiebeking geht hervor, dass der Ort unter dem Namen Bonen zu dieser Zeit Teil dieser Zeit Teil der Honschaft Olpe im Kirchspiel Olpe war.
Der Ort ist auf der Topographischen Aufnahme der Rheinlande von 1824 als Born verzeichnet. Die Preußische Uraufnahme von 1844 zeigt den Wohnplatz unter dem Namen Bornen. Ab der Preußischen Neuaufnahme von 1893–1896 ist der Ort auf Messtischblättern regelmäßig als Bornen verzeichnet.
Unter der französischen Verwaltung zwischen 1806 und 1813 wurde das Amt Steinbach aufgelöst und Bornen wurde politisch der Mairie Olpe im Kanton Wipperfürth zugeordnet. 1816 wandelten die Preußen die Mairie zur Bürgermeisterei Olpe im Kreis Wipperfürth.  1822 lebten 23 Menschen im als Hof kategorisierten Ort, für das Jahr 1830 werden für 26 Einwohner angegeben. Bornen zählte 1845 als Weiler unter dem Namen Bonnen sechs Wohnhäuser und 31 Einwohner katholischen Glaubens.
Die Gemeinde- und Gutbezirksstatistik der Rheinprovinz führt Bornen 1871 mit sechs Wohnhaus und 50 Einwohnern auf. In der Aufstellung des Königreichs Preußens für die Volkszählung 1885 wurde Bornen als Wohnplatz der Landgemeinde Olpe im Kreis Wipperfürth aufgeführt. Zu dieser Zeit wurden fünf Wohnhäuser mit 30 Einwohnern gezählt. 1895 besitzt der Ort fünf Wohnhäuser mit 24 Einwohnern, 1905 werden fünf Wohnhäuser und 28 Einwohner angegeben.
Die Bergische Diakonie Aprath unterhielt hier in der Mitte des 20. Jahrhunderts ein Knabenheim. Nach dem Zweiten Weltkrieg wurden hier vorübergehend auch Mädchen aus dem Gut an der Linde aus Moitzfeld untergebracht. Das Heim bestand aus einem Holzgebäude neben dem heutigen Sportplatz, das Ende der 1950er Jahre außer Gebrauch genommen wurde. Es wurde in den 1970er Jahren abgerissen. Das Haus Forstenhöhe wurde von dem Pfarrer H. Hieronymi als Schullandheim ins Leben gerufen.
In Bornen lebte der Künstler Fritz H. Lauten. Hier hatte er auch seine Werkstatt.